# Imiruri
Imiruri es una localidad del municipio burgalés de Condado de Treviño, en la Comunidad Autónoma de Castilla y León (España). 
La iglesia está dedicada a san Román.

## Localidades limítrofes
Confina con las siguientes localidades:
- Al norte con San Vicentejo.
- Al este con Aguillo.
- Al sur con Saraso.
- Al suroeste con Uzquiano.

## Demografía
Evolución de la población
| Gráfica de evolución demográfica de Imiruri entre 2000 y 2017      |
|                                                                    |
| Población de derecho (2000-2017) según el padrón municipal del INE |

## Historia
Así se describe a Imiruri en el tomo IX del Diccionario geográfico-estadístico-histórico de España y sus posesiones de Ultramar, obra impulsada por Pascual Madoz a mediados del siglo XIX:

Aldea en la provincia, audiencia territorial y capitanía general de Burgos (28 leguas), diócesis de Calahorra (16), partido judicial de Miranda de Ebro (6) y ayuntamiento de Treviño (2); Situada en una comarca de 4 leguas de extensión de E a O y 2 de N a S; el clima es bastante benigno; los vientos que reinan, son el N y E y las enfermedades más comunes los constipados. Tiene 9 casas; una escuela de primeras letras a la que concurren también los niños de los pueblos de San Vicentejo, Urquiano y Ochate; el maestro está dotado con 20 fanegas de trigo y 200 reales; 2 fuentes de muy buenas aguas, una casi tocando a la población y otra en el término distante un tiro de bala, y por último una iglesia parroquial (San Román) con su cementerio contiguo y a la parte occidental, servida por un cura párroco y un sacristán. El término confina N San Vicentejo; E Ochate; S Saraso, y O Urquiano. El terreno es de tercera calidad y poco productivo; corren por él 2 arroyos, el uno por el lado E y el otro por el N; en estos mismos puntos hay también dos pequeños montes de los cuales el uno cría solo robles y el otro a más de estos, hayas y chaparros de encina; este es comunal con el pueblo de Ochate. Caminos: uno que es bastante transitado y va a salir a la carretera de Vitoria. Correo: la correspondencia se recibe de esta ciudad por el valijero de Treviño. Producciones: trigo, centeno, cebada, avena, maíz, patatas, algunas legumbres y manzanas; ganado lanar, cabrío y vacuno y caza de perdices, codornices y sordas. Industria: la agrícola y un molino harinero. Población: 6 vecinos, 23 almas. Capital productivo: 10.700 reales. Imponible: 362.
Diccionario geográfico-estadístico-histórico de España y sus posesiones de Ultramar